# Hemnes
Hemnes ist eine Kommune im norwegischen Fylke Nordland. Die Kommune hat 4485 Einwohner (Stand: 1. Januar 2025). Verwaltungssitz ist die Ortschaft Korgen. Durch die Gemeinde fließt der Fluss Røssåga.

## Geografie

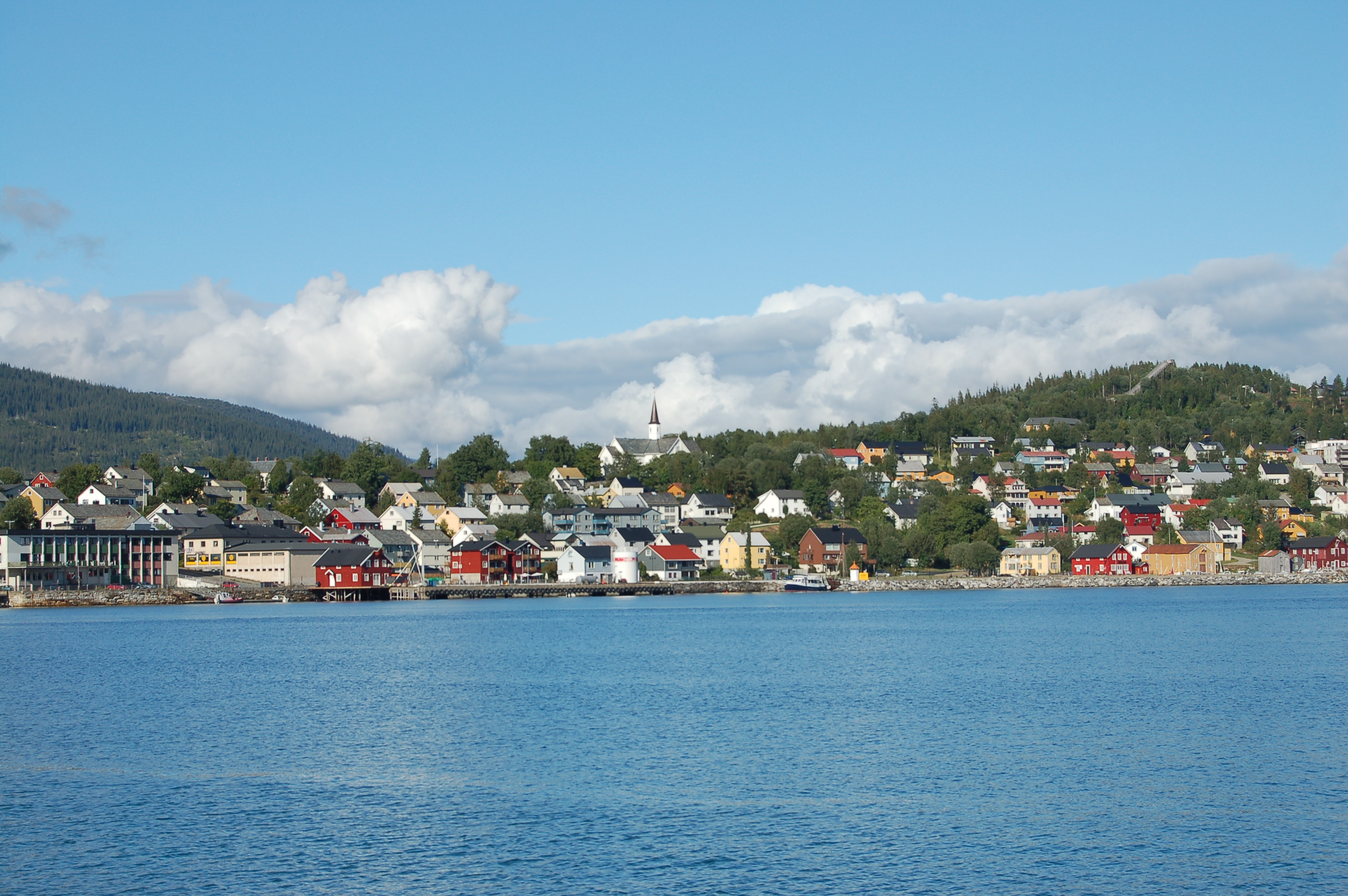
Blick auf Hemnesberget

Die Gemeinde liegt im Innenland der Landschaft Helgeland und grenzt an Rana im Norden, Hattfjelldal im Süden, Vefsn im Westen und Leirfjord im Nordwesten. Östlich der Kommune liegt Schweden. In den Nordosten der Kommune reicht der Sørfjord in die Gemeinde hinein. Der Fjord ist ein südlicher Seitenarm des Ranfjords. Am inneren Ende des Sørfjords liegt die Ortschaft Bjerka, weiter südlich, im Landesinneren der Verwaltungssitz Korgen. Der Ort Hemnesberget liegt an der Küste im Nordwesten von Hemnes.
Im Süden, an der Grenze zu Hattfjelldal liegt ein Teil des Sees Røssvatnet (südsamisch: Reevhtse) in der Gemeinde. Weitere Seen in der Gemeinde sind unter anderem im Norden des Røssvant das Bleikvatn und an der Grenze zu Schweden das Gresvatn (südsamisch: Graesiejaevrie). Aus dem nordwestlichen Bereich des Røssvatns fließt der Fluss Røssåga ab und von dort weiter in den Norden. Der Fluss durchquert den See Stormyrbasseng und fließt von dort weiter in den Norden. Bei Korgen mündet der aus dem östlich liegenden Tal Leirskarddalen kommende Fluss Leirelva in die Røssåga. Die Røssåga mündet schließlich etwas westlich der Ortschaft Bjerka in den Sørfjord. In den Fjord mündet zudem der von Osten aus dem Tal Bjerkadalen kommende Fluss Bjerkaelva.
Östlich der Røssåga befinden sich die höchsten Erhebungen der Gemeinde. Die Erhebung Oksskolten stellt mit einer Höhe von 1915,5 moh. den höchsten Punkt der Kommune Hemnes dar. Der Berg ist außerdem der höchste Nordnorwegens. Er ist Teil des Massivs Okstindan und liegt nordöstlich vom Røssvatn. Dort liegt auch der Gletscher Okstindbreen. Östlich der Røssåga liegt die Grotte Grønndalgrotten und das Ytterlihull, welches mit einer Tiefe von etwa 180 Metern zu den tiefsten Grotten Norwegens gehört. Das Ytterlihull hat eine Länge von 700 Metern und wurde im Jahr 1974 entdeckt.
Das Klima in der Kommune ist von der Lage im Inland geprägt. Verglichen mit den Küstengemeinden sind also die Temperaturschwankungen über das Jahr gesehen stärker.

## Einwohner
Die Einwohner der Kommune leben vor allem im nördlichen Bereich der Røssåga. Abseits davon sind Orte, in deren Nähe Bergbau betrieben wurde, etwas dichter besiedelt. Vor allem das Gebiet im Osten, nahe der Grenze zu Schweden ist fast unbewohnt. Bis in die 1960er-Jahre stieg die Einwohnerzahl an und erreichte 5765 Einwohner, anschließend ging sie wieder zurück. In der Gemeinde liegen mehrere sogenannte Tettsteder, also mehrere Ansiedlungen, die für statistische Zwecke als eine städtische Siedlung gewertet werden. Diese sind Hemnesberget mit 1335, Bjerka mit 476 und Korgen mit 912 Einwohnern (Stand: 1. Januar 2024).
Die Einwohner der Gemeinde werden Hemnesværing genannt. Hemnes hat wie viele andere Kommunen der Provinz Nordland weder Nynorsk noch Bokmål als offizielle Sprachform, sondern ist in dieser Frage neutral.
| Jahr          | 1986 | 1990 | 1995 | 2000 | 2005 | 2010 | 2015 | 2020 | 2025 |
| ------------- | ---- | ---- | ---- | ---- | ---- | ---- | ---- | ---- | ---- |
| Einwohnerzahl | 4935 | 4821 | 4847 | 4689 | 4566 | 4584 | 4528 | 4454 | 4485 |

## Geschichte

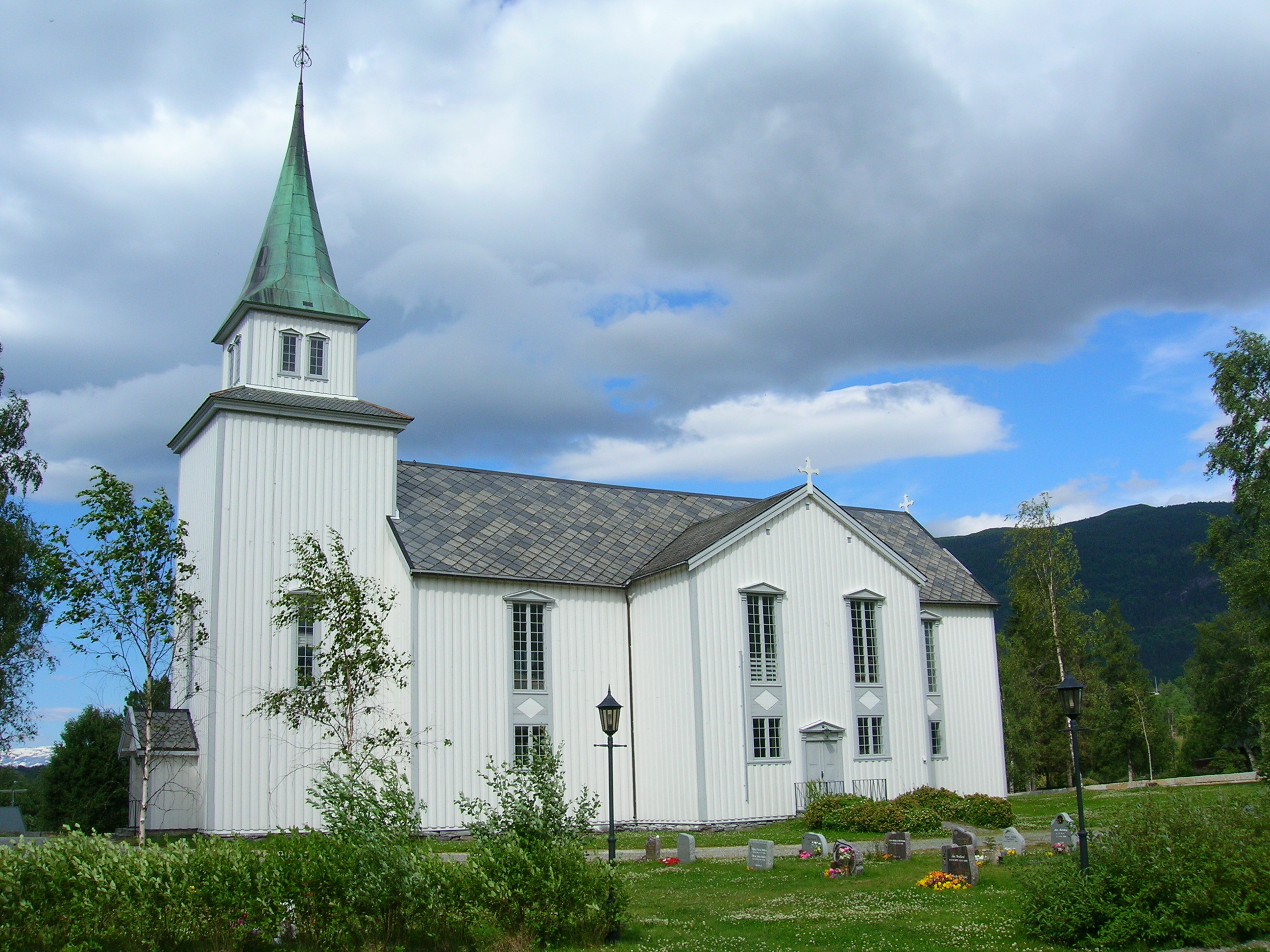
Korgen kirke

Die Kommune Hemnes wurde nach der Einführung der lokalen Selbstverwaltung im Jahr 1837 eingeführt. Zum 1. Juli 1917 wurde Korgen von der Kommune Hemnes abgespalten und eine eigenständige Gemeinde. Korgen hatte bei der Gründung 1369 Einwohner, Hemnes verblieb mit 3567 Personen. Im Jahr 1929 folgte eine weitere Abspaltung von Elsfjord mit 765 Einwohnern und Sør-Rana mit 1708 Einwohnern. Hemnes hatte nach dieser Aufspaltung noch 1077 Einwohner. Eine erneute Zusammenlegung von Korgen mit zu diesem Zeitpunkt 3033 und Hemnes mit 1352 Bewohnern fand zum 1. Januar 1964 statt. Zudem wurde das von 934 Personen bewohnte Gebiet südlich des Ranfjords von Sør-Rana an Hemnes übertragen, der nördliche Teil ging an die Gemeinde Rana über. Auch ein Bereich von Hattfjelldal mit 168 Einwohnern ging an Hemnes.
In Hemnes liegt eine Abteilung des Helegland Museum, welches unter anderem einen Hof aus der Zeit um 1550 beinhaltet. In der Kommune befinden sich zudem mehrere Kirchen. Die Korgen kirke ist eine Holzkirche aus dem Jahr 1863. Ebenfalls in Holz erbaut ist die Hemnes kirke, die 1872 fertiggestellt wurde. Sie liegt in Hemnesberget.

## Wirtschaft und Infrastruktur

### Verkehr
Von Westen führt auf Höhe von Korgen die Europastraße 6 (E6) durch den Korgfjelltunnel nach Hemnes. Bei Korgen biegt die Straße Richtung Norden ab, von Süden kommend mündet der Fylkesvei 806 in die E6, von Osten der Fylkesvei 7352. Die E6 verläuft von Korgen weiter nach Bjerka und am Ufer des Sørfjords weiter in den Norden und schließlich in die Stadt Mo i Rana in Rana. Im nördlichen Bereich von Hemnes verläuft die Route der Eisenbahnlinie Nordlandsbanen parallel zur E6, bei Bjerka biegt sie allerdings in den Westen nach Vefsn ab. Der Bahnhof in Bjerka wurde im Jahr 1942 eröffnet, als die Strecke bis Bjerka fertiggestellt wurde. Im Jahr 1993 wurde ein neues Bahnhofsgebäude gebaut.

### Wirtschaft

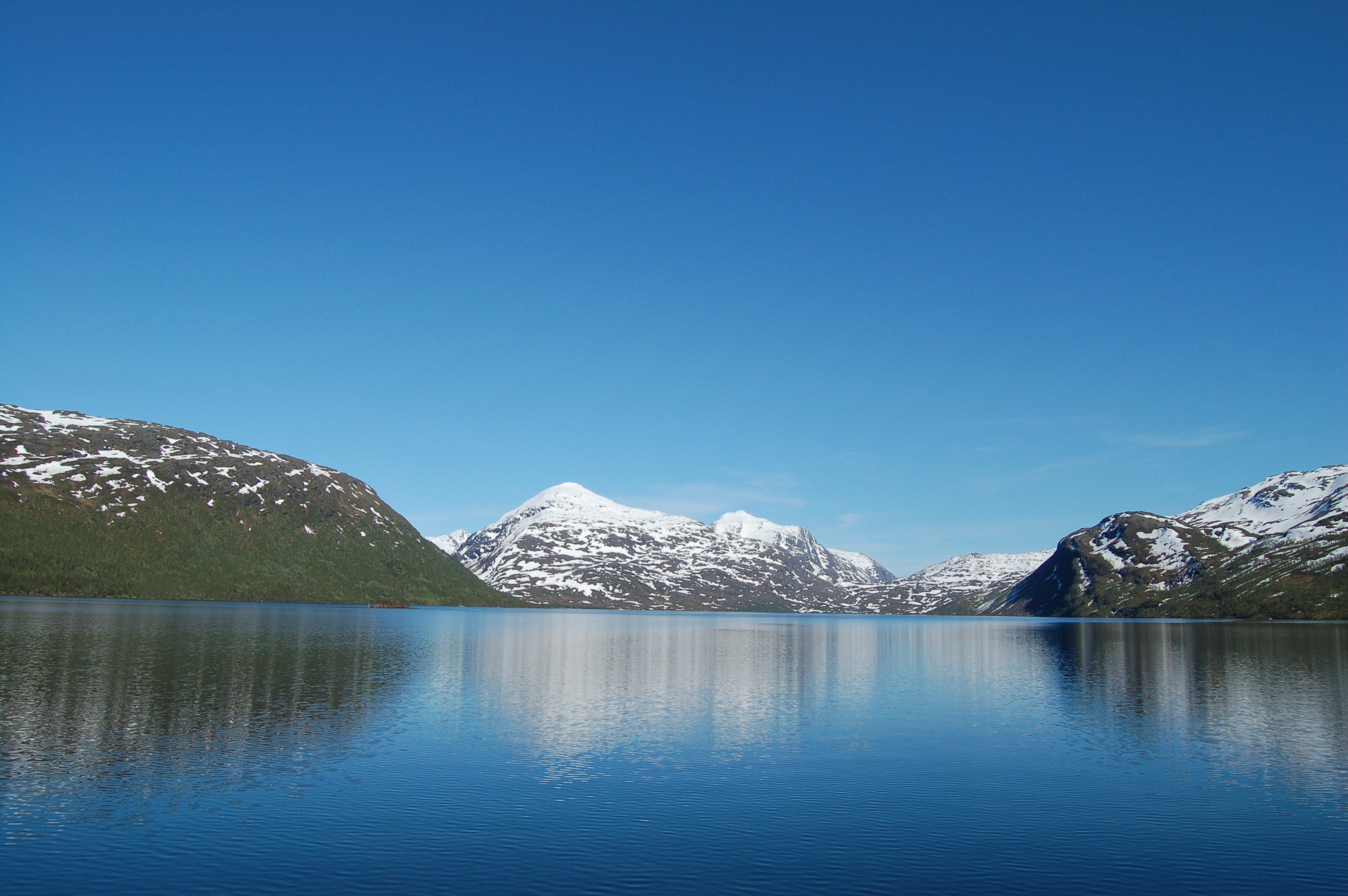
Bleikvatnet

Im Bereich der Landwirtschaft ist vor allem die Milchproduktion und die Haltung von Schafen weiter verbreitet. Für die Industrie sind die Branchen der Lebensmittelproduktion und der Maschinenbau sowie die holzverarbeitende Industrie von größerer Bedeutung. Es gibt eine längere Tradition im Bootsbau. Bei der Ortschaft Bleikvasslia wurde Pyrit abgebaut, bis 1998 wurden die Bleikvassli Gruber betrieben, in denen Sulfide gewonnen wurden. In Hemnes liegen zudem mehrere Wasserkraftwerke, die größten sind die Kraftwerke Nedre Røssåga und Øvre Røssåga mit einer durchschnittlichen Jahresproduktion von 901 beziehungsweise 2001 GWh. Die beiden Kraftwerke wurden zwischen 1955 und 1961 in Betrieb genommen. Im Jahr 2020 arbeiteten von 2032 Arbeitstätigen nur 1280 in Hemnes selbst, 518 weitere waren in der nördlichen Nachbargemeinde Rana tätig. Der Rest verteilte sich unter anderem auf Vefsn und Alstahaug.

## Name und Wappen
Das seit 1986 offizielle Wappen der Kommune zeigt goldene Bestandteile eines Bootes auf blauem Hintergrund. Der Gemeindename leitet sich vom altnordischen Namen Heimnes, wobei „-nes“ für „Nase“ oder „Landspitze“ steht und „heim“ die Nähe zu dieser ausdrückt.

## Persönlichkeiten
- Laila Stien (* 1946), Schriftstellerin
- Gerd-Liv Valla (* 1948), Politikerin
- Reidar Sørensen (* 1956), Theater- und Filmschauspieler
- Ole-Henrik Bjørkmo Lifjell (* 1994), Politiker und Musiker